# Hans-Joachim Kerschkamp
Hans-Joachim Kerschkamp (* 25. Februar 1915 in Hannover; † 1997) war ein deutscher Offizier, zuletzt Brigadegeneral der Bundeswehr. Er war unter anderem Kommandeur der Heeresoffizierschule I in Hannover.

## Militärischer Werdegang

### Reichswehr und Wehrmacht
Beförderungen
- 1936 Leutnant
- 1939 Oberleutnant
- 1942 Hauptmann
- 1944 Major

Kerschkamp war Sohn eines Bankdirektors, der als Oberleutnant der Reserve 1915 im Ersten Weltkrieg gefallen ist. Er trat 1934 als Fahnenjunker in das 16. Infanterie-Regiment in Oldenburg in die Reichswehr ein.
1936 besuchte er die Kriegsschule in München. Danach diente er als Zugführer im Infanterieregiment 65 in Delmenhorst und im Wachregiment Berlin. Von 1937 bis 1939 war er Aufsichtsoffizier an der Kriegsschule in Potsdam. Von 1939 bis 1941 fungierte er als Kompaniechef im Infanterieregiment 65 in Delmenhorst. 1941 und erneut 1942 wurde er verwundet. 1942 war er IIa der 22. Infanterie-Division und Dritter Generalstabsoffizier (Ic) des LVI. (56.) Panzerkorps. Von 1942 bis 1944 war er Erster Generalstabsoffizier (Ia) und Chef des Generalstabes an der Infanterieschule Döberitz.
1944 war er Bataillonskommandeur des II. Bataillons des Luftwaffenjägerregiments 33. Von 1942 bis 1944 war er in kanadischer und britischer Kriegsgefangenschaft.

### Bundeswehr
Beförderungen
- 1957 Oberstleutnant
- 1962 Oberst
- 1968 Brigadegeneral

Nach Gründung der Bundeswehr trat er in diese ein: Er war von 1956 bis 1959 Taktiklehrer an der Heeresoffizierschule I (HOS I) in Hannover. 1959 wurde er Kommandeur des Panzergrenadierbataillons 191 in Ahlen. 1961/62 war er Lehrgruppenkommandeur B an der HOS I. Von 1962 bis 1965 war er Referent P IV 2 im Bundesministerium der Verteidigung in Bonn. 1964 wurde er Kommandeur der Panzergrenadierbrigade 4 in Göttingen.
Von 1968 bis zum Dienstzeitende 1972 war er Kommandeur der HOS I.

## Versicherungstätigkeit
Kerschkamp, der sich 1956 zum Versicherungskaufmann (IHK) ausbilden ließ, war nach seiner Dienstzeit Direktionsbeauftragter der VGH Versicherungen.
Kerschkamp war verheiratet.

## Auszeichnungen
- Ritterkreuz des Ordens der Krone von Italien
- Ritterkreuz der heiligen Stefanskrone von Ungarn mit Schwertern
- 1972: Bundesverdienstkreuz I. Klasse